# Ivana Bulajić
Ivana Bulajić (Pančevo, 18 luglio 1991) è una pallavolista serba.
Gioca nel ruolo di opposto e centrale nello Jászberényi.

## Carriera
La carriera di Ivana Bulajić inizia nella stagione 2009-10 quando debutta in Superliga con la Dinamo Pančevo, club a cui resta legata per due annate.
Nel 2011 si trasferisce negli Stati Uniti d'America dove con il Tyler partecipa alla NJCAA Division I per poi passare nel 2013 alla Florida Atlantic prendendo parte alla NCAA Division I.
Nella stagione 2015-16 viene ingaggiata dal Pieksämäki militante nella Lentopallon Mestaruusliiga finlandese, mentre nell'annata successiva si accasa nella Cisterna nella Serie A2 italiana.
Nel campionato 2017-18 approda al Münster, nella 1. Bundesliga tedesca, senza tuttavia scendere mai in campo a causa di una trombosi addominale che rende necessario un intervento chirurgico ed un lungo periodo di recupero.
Nella stagione seguente si accasa al Makedones Axios, in Volley League greca; nel gennaio 2019 passa allo Jászberényi, nel campionato ungherese.